# Cornelis Speelman

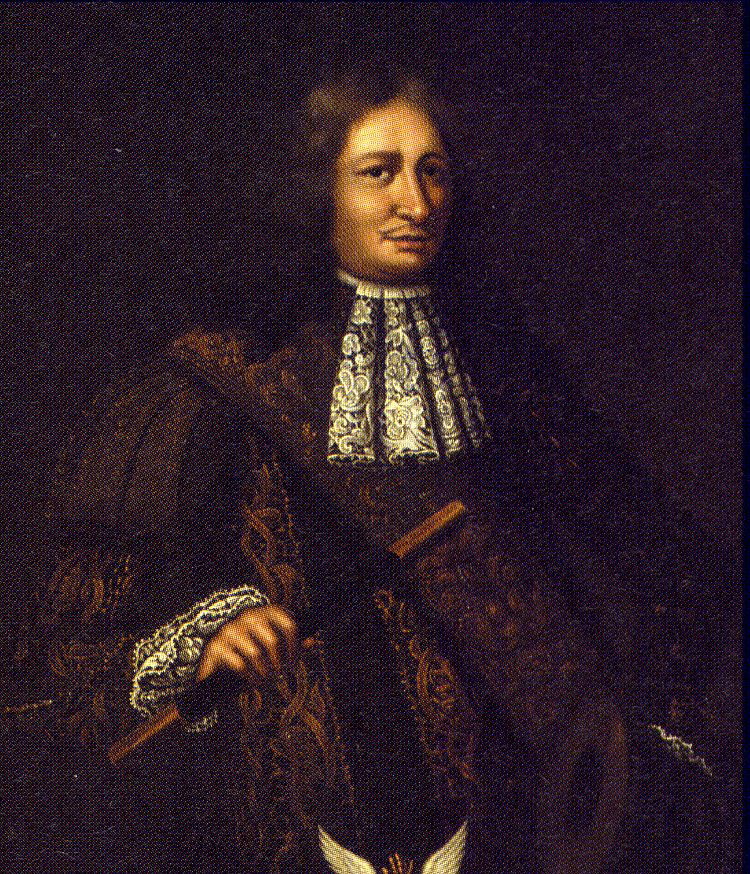
Cornelis Speelman

Cornelis Speelman (* 2. März 1628; † 11. Januar 1684 in Batavia) war von 1681 bis 1684 Generalgouverneur von Niederländisch-Indien.
Mit 16 Jahren ging er an Bord der „Hillegersberg“ nach Indien. Im Dienste der niederländischen Ostindien-Kompanie wurde er Assistent und 1645 kam er nach Batavia (heutige Jakarta).
Am 29. Oktober 1680 wurde er zum Generalgouverneur Niederländisch-Indiens ernannt und trat den Posten am 25. November 1681 an.
Während seiner Amtszeit wurde das Sultanat von Ternate erobert. Am 11. Januar 1684 starb er in der Burg Batavia.